# Geelgerand elfenbankje
Het geelgerand elfenbankje (Antrodiella serpula) is een schimmel behorend tot de familie Steccherinaceae. Hij leeft saprotroof op stammen en stronken, overwegend van els (Alnus), enkele opgaven van Fagus, berk (Betula) en eik (Quercus). Hij komt voor in elzenbroekbossen, loofbossen en op arme zandgrond. Hij veroorzaakt witrot.

## Kenmerken

### Uiterlijke kenmerken
Het vruchtlichaam (tot 2 cm afstaand, breedte tot 4 cm) is in de kenmerkende vorm in doorsnede driehoekig met wit, taai vruchtvlees en geelwitte gaatjeslaag, een gelig hoedje en vrij nauwe gaatjes (4-5/ mm). Het hoedje heeft geen kleurzonering zoals bij het gezoneerd elfenbankje (Trametes ochracea). In de groeifase is het hoedje geelgerand. Een goed kenmerk, niet altijd aanwezig, is het knobbelige of pukkelige hoedoppervlak, maar gladde hoedjes komen ook voor. De vruchtlichamen hebben vaak aflopende gaatjes en smalle hoedkanten (“effused-reflexed”) of kunnen zelfs geheel korstvormig (resupinaat) groeien. 

### Microscopische kenmerken
Bij onzekerheid is microscopische controle noodzakelijk: de soort heeft cilindrische, iets gekromde sporen (circa 4-5 × 2 µm).